# Ausstellung des sächsischen Handwerks und Kunstgewerbes 1896

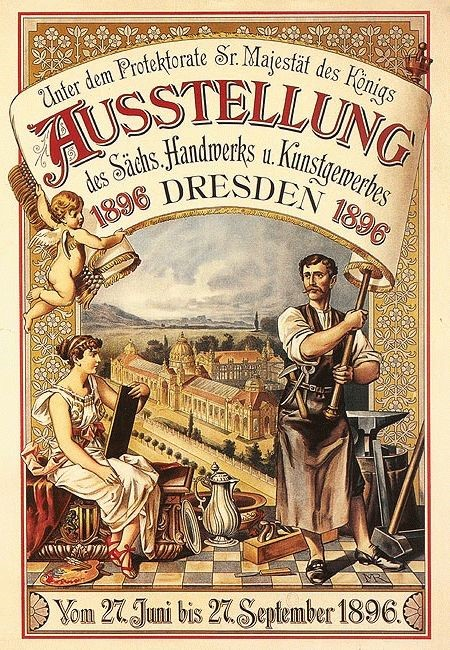
Plakat zur Ausstellung, von Max Rade

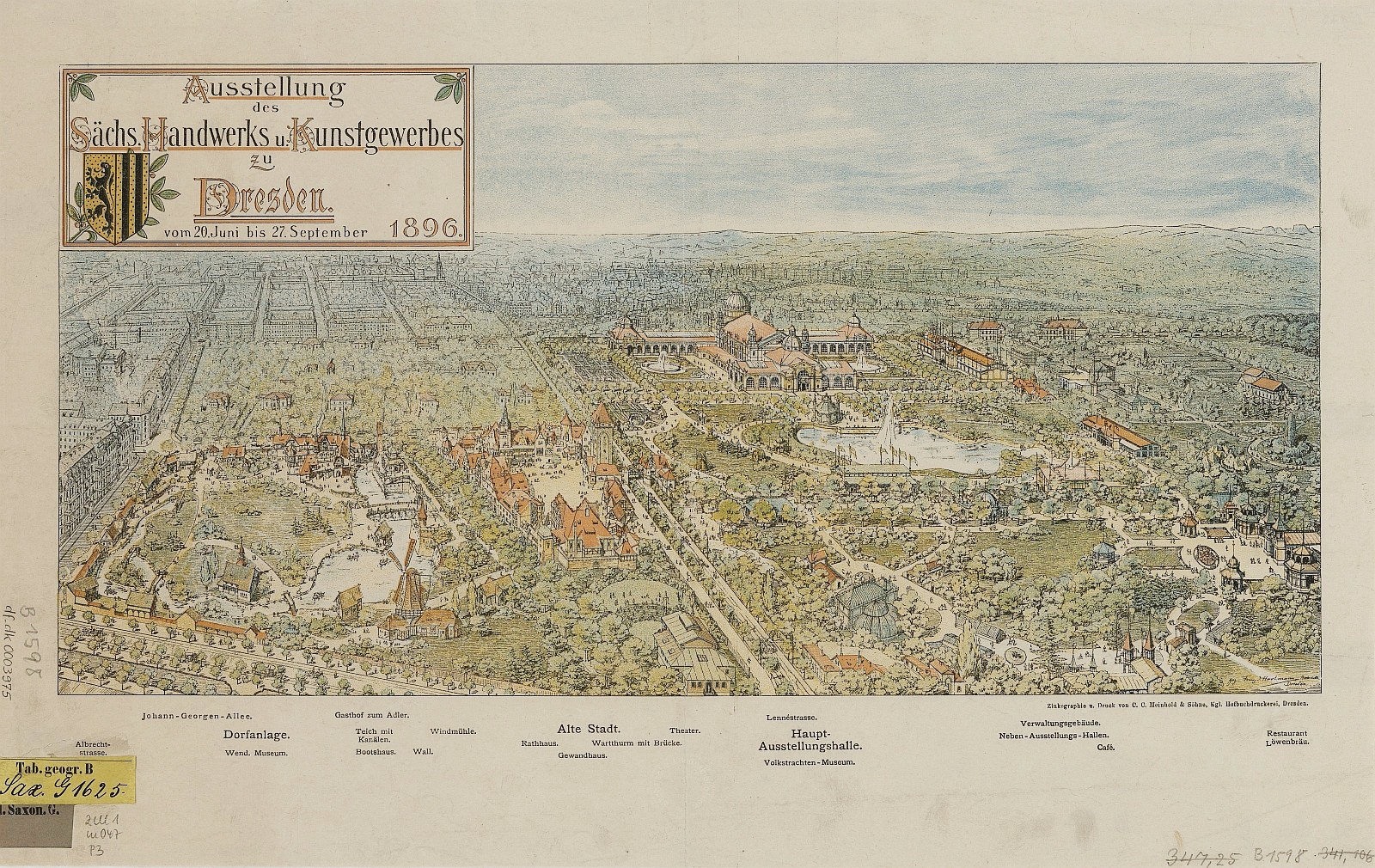
Blick über das Ausstellungsgelände

Die Ausstellung des sächsischen Handwerks und Kunstgewerbes in der sächsischen Residenzstadt Dresden fand vom 20. Juni bis zum 28. September 1896 statt. Sie lehnte sich an ähnliche Ausstellung dieser Zeit im Deutschen Reich an. Das Außengelände, das die Bezeichnung Die Alte Stadt trug, beeinflusste nachhaltig die Ausprägung der späthistoristischen Architektur in der Stadt Dresden.

## Vorbereitungen
Die Idee zu dieser Ausstellung entstand im Frühjahr 1887 in Kreisen des Allgemeinen Dresdner Handwerkerverein. Bereits zu dieser Zeit war der Bau eines städtischen Ausstellungspalastes unverbindlich geplant, jedoch dessen noch ungeklärter Ausführungszeitraum ließ auch dieses Ausstellungsvorhaben als offene Absicht im Raum stehen. Die Zusage des städtischen Ausstellungsausschusses im Jahre 1887 führte zu detaillierten Vorbereitungsarbeiten. In deren Rahmen erweiterte man das Ausstellungskonzept vom bisher angedachten Handwerkssektor auf Inhalte des Kunstgewerbes. Ein „Centralausschuss“ wurde gebildet und mit Vertretern aus Sachsen besetzt. Dieser berief einen aus 11 Personen bestehenden Geschäftsführenden Ausschuss, der von Hofrat Ackermann geleitet wurde. Es kam zudem zur Bildung mehrerer Fachausschüsse für Bau, Verkehr und Ordnung, Finanzen, Wirtschaft, Musik, Festlichkeiten, Presse sowie Lotterie.

## Ausstellungsort
Die Ausstellung, die unter Mitwirkung vom Dresdner Kunstgewerbeverein organisiert worden war, fand im Mai 1896 neueröffneten Ausstellungspalast der Stadt Dresden an der Südostecke des heutigen Straßburger Platzes sowie seinen rückwärtigen Freianlagen und auf einem Außengelände (etwa die Cockerwiese) statt. Begehbar waren dort eine „alte Stadt“ sowie auch eine alte Dorfanlage größtenteils detailgetreu nachgebaut worden. Um einen Marktplatz mit Brunnen gruppierten sich ein altertümliches Rathaus mit Ratskeller, ein hoher Stadtturm, der Gasthof Adler und der Winkelkrug sowie mehrere Brau- und Bürgerhäuser. Im Dorf waren u. a. ein wendisches Bauernhaus, ein Pillnitzer Haus, ein Spreewaldhaus und eine Windmühle zu sehen. Daneben gab es ein von Arnošt Muka konzipiertes Wendisches Volks-Museum, dessen Sammlung die Grundlage für das spätere Wendische Museum in Bautzen bilden sollte. Am Wassergraben, über den eine Brücke führte, war ein Belvedere nachgebildet. Ferner war auch das Wilsdruffer Tor und die Torgasse in Dresden nachgebildet worden.

## Eröffnung und Rezeption

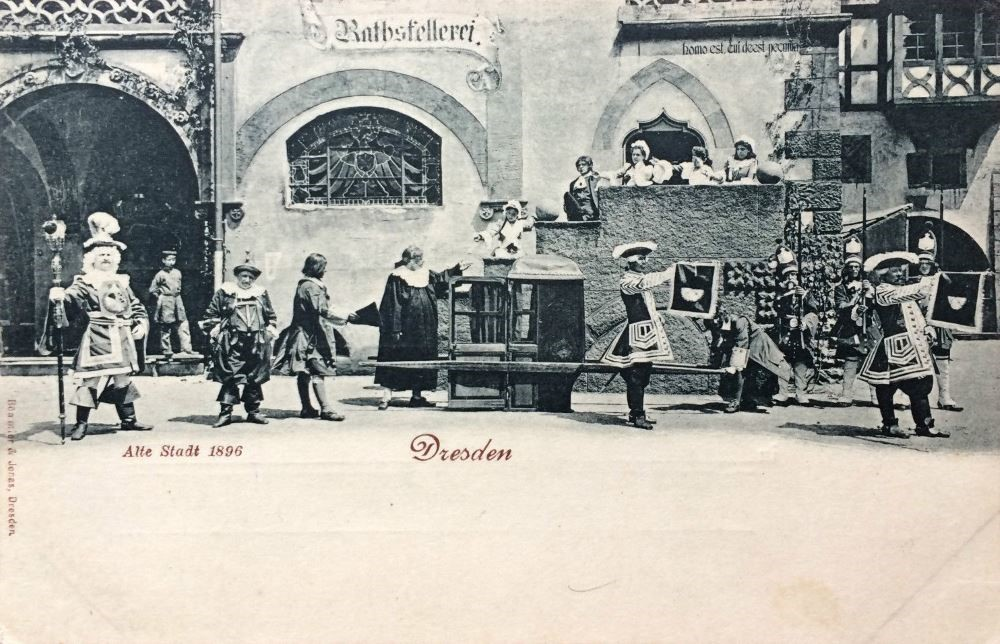
Schauveranstaltung in der „Alten Stadt“

Die Eröffnung der Ausstellung nahm am 20. Juni 1896 der sächsische König Albert vor, unter dessen Protektorat sie stand. Die Ausstellung wurde ein großer Publikumserfolg. Dazu trugen die Bauten aus längst vergangenen Zeiten im Sonderbereich „Die Alte Stadt“ bei und hatten nicht nur für die Dresdner eine große Anziehungskraft.

## Beteiligte Künstler und Handwerker (Auswahl)
- August Adler, übermalte Fotografien
- Wilhelm Hoffmann AG, Licht- und Steindrucke
- Paul Preißler, zwei Fächerblätter
- Woldemar Müller, zwei Fächerblätter
- Oskar Seyffert mit Zeichnungen